# Le Puiset-Doré
Le Puiset-Doré és un municipi francès situat al departament de Maine i Loira i a la regió de País del Loira. L'any 2007 tenia 1.076 habitants.

## Demografia

### Població
El 2007 la població de fet de Le Puiset-Doré era de 1.076 persones. Hi havia 406 famílies de les quals 86 eren unipersonals (57 homes vivint sols i 29 dones vivint soles), 127 parelles sense fills, 168 parelles amb fills i 25 famílies monoparentals amb fills.
La població ha evolucionat segons el següent gràfic:
Habitants censats

### Habitatges
El 2007 hi havia 449 habitatges, 413 eren l'habitatge principal de la família, 12 eren segones residències i 24 estaven desocupats. 440 eren cases i 9 eren apartaments. Dels 413 habitatges principals, 336 estaven ocupats pels seus propietaris, 71 estaven llogats i ocupats pels llogaters i 6 estaven cedits a títol gratuït; 2 tenien una cambra, 33 en tenien dues, 44 en tenien tres, 93 en tenien quatre i 241 en tenien cinc o més. 347 habitatges disposaven pel capbaix d'una plaça de pàrquing. A 163 habitatges hi havia un automòbil i a 222 n'hi havia dos o més.

### Piràmide de població
La piràmide de població per edats i sexe el 2009 era:
| Homes | Edats   | Dones |
| ----- | ------- | ----- |
| 0     | 95 o +  | 0     |
| 0     | 90 a 94 | 4     |
| 4     | 85 a 89 | 4     |
| 12    | 80 a 84 | 8     |
| 12    | 75 a 79 | 24    |
| 20    | 70 a 74 | 16    |
| 12    | 65 a 69 | 44    |
| 28    | 60 a 64 | 4     |
| 36    | 55 a 59 | 24    |
| 16    | 50 a 54 | 32    |
| 32    | 45 a 49 | 24    |
| 32    | 40 a 44 | 24    |
| 44    | 35 a 39 | 32    |
| 32    | 30 a 34 | 40    |
| 48    | 25 a 29 | 44    |
| 20    | 20 a 24 | 20    |
| 40    | 15 a 19 | 28    |
| 24    | 10 a 14 | 20    |
| 16    | 5 a 9   | 36    |
| 36    | 0 a 4   | 28    |

## Economia
El 2007 la població en edat de treballar era de 692 persones, 548 eren actives i 144 eren inactives. De les 548 persones actives 506 estaven ocupades (292 homes i 214 dones) i 42 estaven aturades (12 homes i 30 dones). De les 144 persones inactives 57 estaven jubilades, 49 estaven estudiant i 38 estaven classificades com a «altres inactius».

### Ingressos
El 2009 a Le Puiset-Doré hi havia 434 unitats fiscals que integraven 1.157,5 persones, la mediana anual d'ingressos fiscals per persona era de 15.542 €.

### Activitats econòmiques
Dels 30 establiments que hi havia el 2007, 2 eren d'empreses alimentàries, 1 d'una empresa de fabricació de material elèctric, 2 d'empreses de fabricació d'altres productes industrials, 3 d'empreses de construcció, 9 d'empreses de comerç i reparació d'automòbils, 1 d'una empresa de transport, 1 d'una empresa d'hostatgeria i restauració, 1 d'una empresa d'informació i comunicació, 3 d'empreses financeres, 1 d'una empresa immobiliària, 4 d'empreses de serveis i 2 d'empreses classificades com a «altres activitats de serveis».
Dels 5 establiments de servei als particulars que hi havia el 2009, 1 era un guixaire pintor, 1 fusteria, 1 electricista i 2 perruqueries.
Dels 3 establiments comercials que hi havia el 2009, 2 eren fleques i 1 una carnisseria.
L'any 2000 a Le Puiset-Doré hi havia 55 explotacions agrícoles que ocupaven un total de 1.665 hectàrees.

## Equipaments sanitaris i escolars
El 2009 hi havia una escola elemental.

## Poblacions més properes
El següent diagrama mostra les poblacions més properes.